# Bucovine
1775–1918
Entités précédentes :
- Principauté de Moldavie

Entités suivantes :
- Royaume de Roumanie

La Bucovine (en ukrainien : Буковина Boukovyna, en roumain : Bucovina, en allemand : Bukowina ou Buchenland) est une région historique de 10 442 km2 délimitée en 1775 qui s'étend dans l'espace frontalier de l'Europe centrale, de l'Europe de l'Est et de l'Europe du Sud-Est. La moitié Nord avec 5 713 km2 est en Ukraine depuis la dislocation de l'URSS en 1991 (il forme depuis 1940 la majeure partie de l’oblast de Tchernivtsi) et le Sud avec 4 729 km2 en Roumanie (formant la majeure partie du județ de Suceava).
Pendant des siècles, la région a formé le cœur historique du « Haut Pays » (Țara de Sus) de la principauté de Moldavie, adossé aux Carpates orientales et comprenant les collines avoisinantes. Elle a été intégrée dans la monarchie de Habsbourg de 1775 à 1918, devenant multiethnique, puis rejoignit le royaume de Roumanie à l'issue de la Première Guerre mondiale, avant d'être scindée en deux en 1940 entre la Roumanie et l'URSS en application du pacte germano-soviétique.

## Dénomination
La région est le noyau originel de la Moldavie. Elle faisait partie de la Țara de Sus (« Haut-Pays »), en opposition à la Țara de Jos (« Bas-Pays »), zone sud, aux altitudes plus basses, de la Moldavie. Elle fut cédée en 1775 par le sultan de Constantinople, suzerain des hospodars de Moldavie, aux Habsbourg d’Autriche en remerciement pour leur neutralité dans la guerre russo-turque de 1768-1774 et au mépris du traité de vassalité liant la Moldavie à l’Empire ottoman, qui garantissait l’intégrité territoriale de la Moldavie. Le prince de Moldavie, Grigore Ghica, proteste contre la cession de ce territoire moldave, si bien que l’Autriche fait pression sur le sultan, afin de le destituer. Les Ottomans vont plus loin : ils le font décapiter le 1er septembre 1777.
Le nom de Bukowina fut donné par les Habsbourg à cette partie du Haut Pays en 1775 lors de l’annexion de la région à leur empire. C’est un nom slave signifiant « hêtraie ». L’équivalent en allemand : das Buchenland, utilisé plutôt en poésie, signifie « pays des hêtres ».
Officielle sous la domination autrichienne, la dénomination die Bukowina, dérive d’un terme polonais, choisi parce que de 1775 au milieu du XIXe siècle, la Bucovine fut intégrée à son voisin, le royaume de Galicie et de Lodomérie, territoire polonais annexé trois ans auparavant par l’Autriche. Or, le gouvernement de la Galicie-Lodomérie était, selon la volonté explicite des Habsbourg, administré par des fonctionnaires de l’Empire et par la noblesse polonaise locale. Vienne encouragea la noblesse polonaise à administrer et peupler aussi la Bucovine, afin d’accroître l’influence du catholicisme (religion des Habsbourg et des Polonais) face à l’orthodoxie des Moldaves.

## Histoire

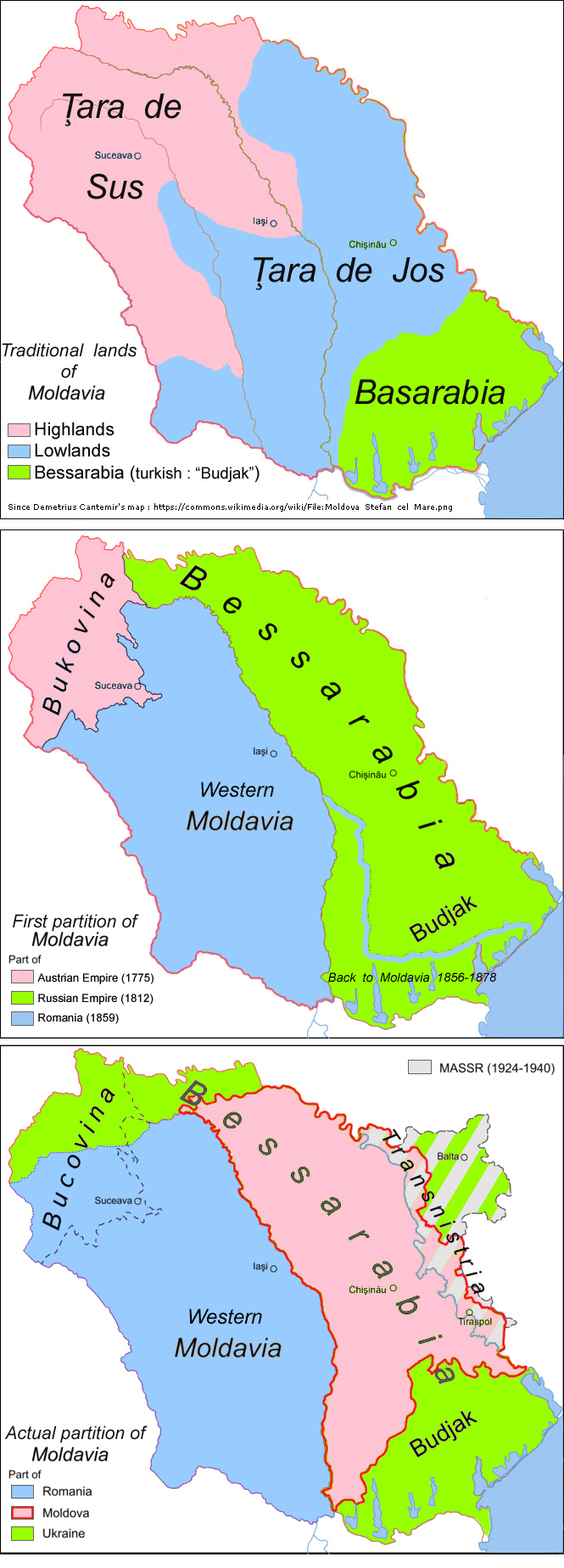
Place de la Bucovine dans les partages successifs de la Moldavie (1775-1812 à 1918, puis 1940 à nos jours).

### Histoire ancienne
L’implantation humaine date du paléolithique, mais, en dehors des vallées des principaux cours d’eau (Siret, Ceremuș, Prut, Moldova...), elle a été sporadique en raison des variations du climat et d’invasions venues des steppes de l’Est (peuples de cavaliers nomades), les deux phénomènes étant liés. La végétation aussi a évolué selon ces aléas : lors des périodes plus humides à peuplement sédentaire, les forêts (codri), les prés (pășuni) et les cultures (ogoare) progressaient, tandis que lors des périodes froides ou sèches à passage de peuples nomades, elles reculaient. À chaque période défavorable, les populations autochtones, à commencer par les Gétodaces et parmi ceux-ci, les Carpiens (qui ont laissé leur nom aux Carpates, carpa signifiant « roche » en thrace) et en finissant par les Moldaves roumanophones actuels, se sont réfugiées en amont des vallées (plus arrosées en raison de leur altitude), puis, les pluies revenues, ont repeuplé le pays en creusant des puits et en refondant des villages et des villes, tout en assimilant au passage les minorités installées lors des invasions.
La christianisation diffuse lentement alors que défilent les peuples en migration : Goths, Huns, Avars, Slaves, Proto-Bulgares et Alains, Iazyges ou Iasses qui laissent leur nom à la ville moldave de Iași ou Jassy et au comitat hongrois de Jasz. Après que Carpes et Iazyges aient eux aussi migré vers le sud-ouest, arrivent au IXe siècle les tribus magyares tandis que se forme à l’Est, dans le bassin du Dniepr, la Rus' de Kiev.
L’avant-dernière grande invasion ayant dépeuplé le pays (mentionné comme loca deserta ou terra sine incolis sur les cartes de l’époque) fut celle des Tatars/Mongols au XIIIe siècle, puis le repeuplement moldave s'est effectué au XIVe siècle à partir de la Marmatie (qui a légué à la Bucovine et à la Moldavie ses armoiries à tête d'aurochs). Les populations locales de Bucovine se sont structurées en petits duchés slavo-roumains appelés « canesats » ou « kniezats », en référence aux chefs guerriers slaves (les kniaz), ou bien « romanies » ou « valachies » en référence à la population romanophone. Ces « canesats » sont vassaux des royaumes voisins : soit la Hongrie soit la Galicie-Volhynie, cette dernière ultérieurement intégrée au royaume de Pologne-Lituanie au XIVe siècle. Dans la future Bucovine, le principal duché est celui de Baia (la « mine ») aux sources de la rivière Moldova (qui donnera son nom au pays appelé en français « Moldavie »).

### Noyau de la Moldavie

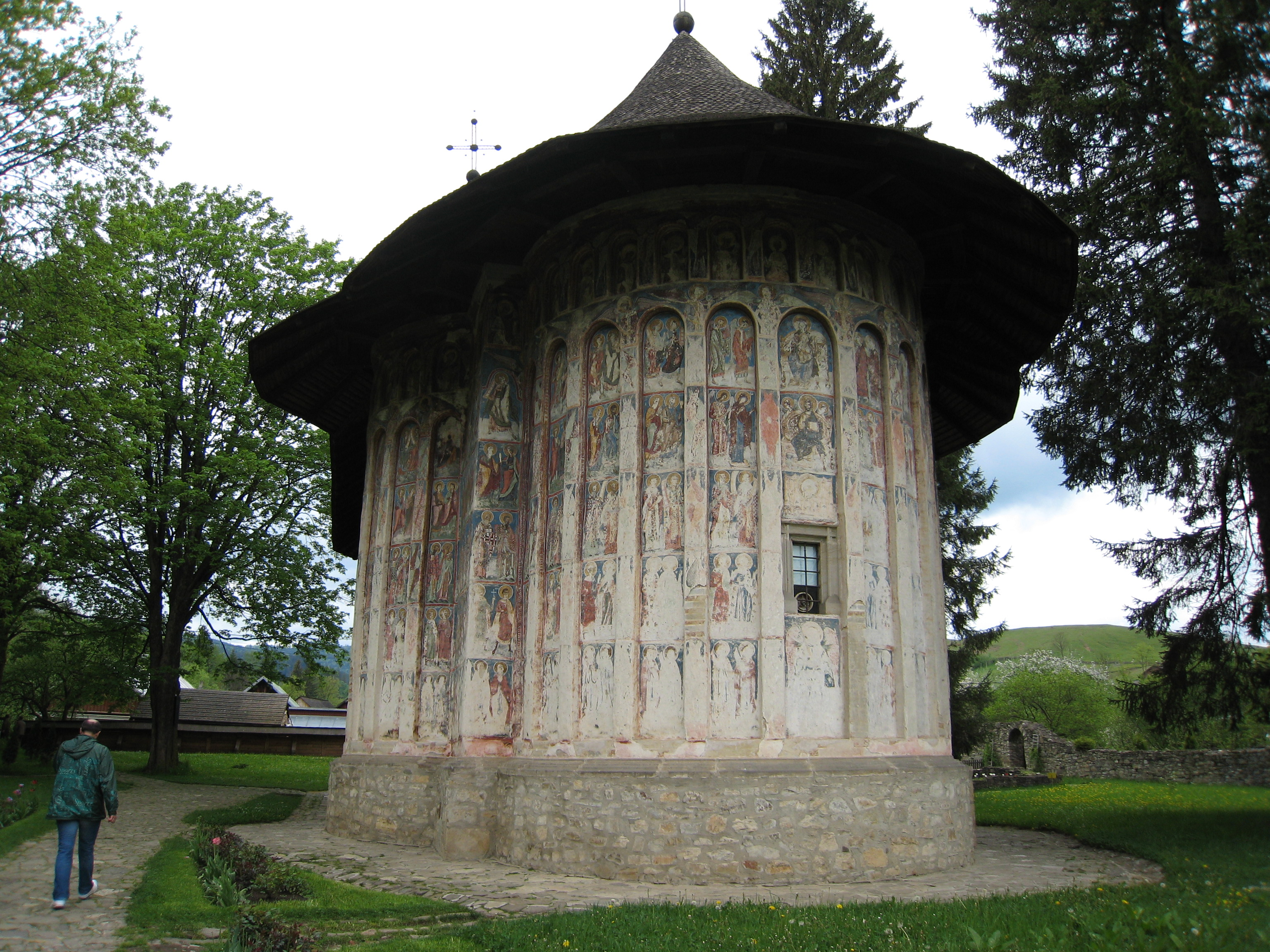
Monastère de Humor

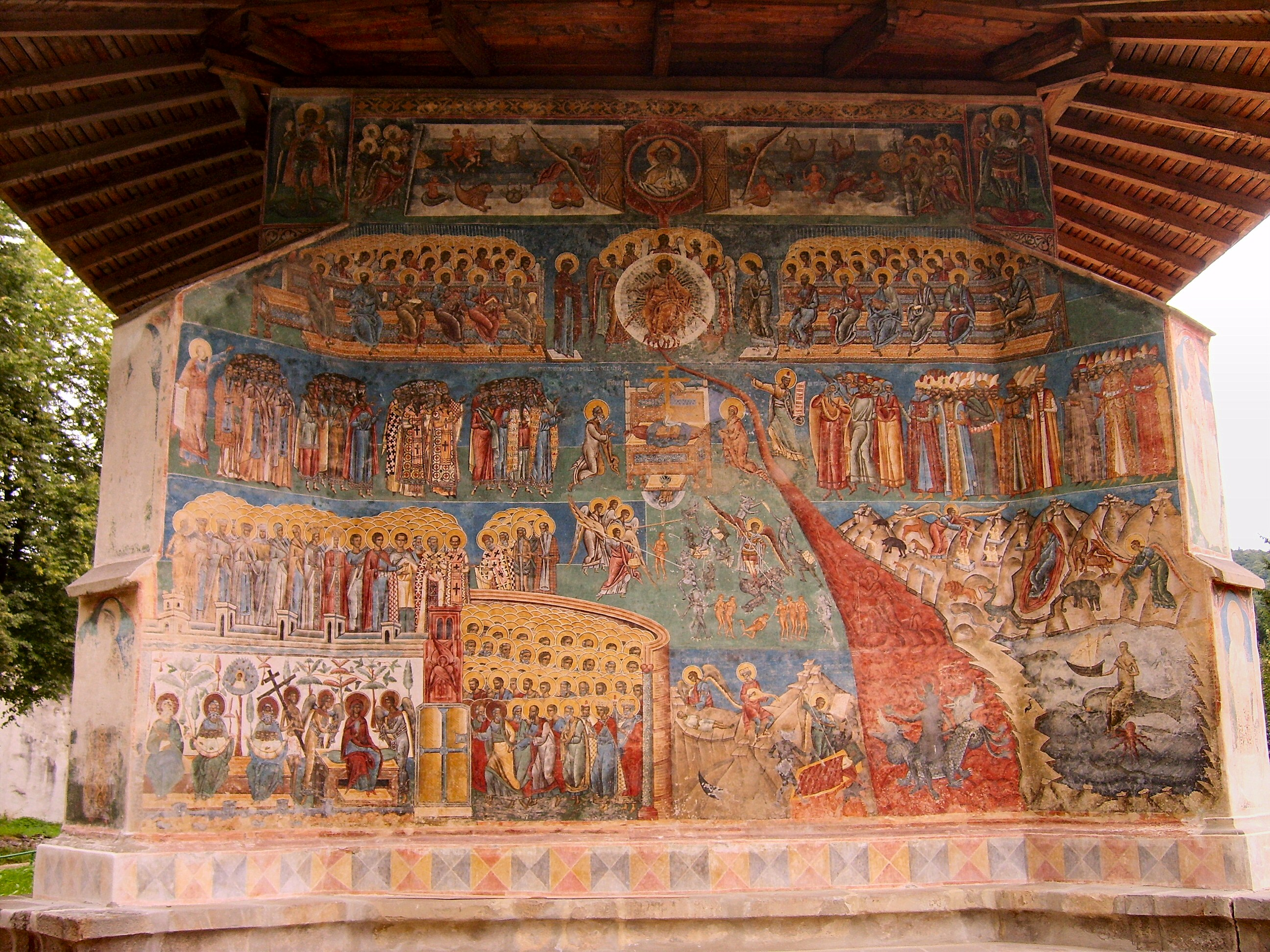
Le jugement dernier, monastère de Voroneț construit en 1488.

À partir du milieu du XIVe siècle, la région devient le noyau de le principauté de Moldavie, avec la cité de Suceava comme capitale en 1388 (ce voïvodat roumanophone, vassal mais autonome, est différent des voïvodies polonaises, qui ne sont que des provinces du royaume de Pologne, mais l’historiographie polonaise moderne grand public ne s’embarrasse pas de telles nuances). Au début du XVe siècle, le voïvode moldave cède au roi polonais la Pocoutie, région voisine de la future Bucovine, mais en même temps, cesse d’être vassal de la Pologne. Le voïvode Étienne le Grand et ses successeurs sur le trône de Moldavie font construire les fameux monastères, dont la renommée est due à la conservation exceptionnelle des fresques non seulement à l'intérieur, mais aussi à l'extérieur : Moldovița, Humor, Sucevița, Arbore, Pătrăuți, Probota, Suceava et Voroneț. Avec leurs fresques polychromes, ces monastères sont un des trésors culturels de la Roumanie moderne, et une des sources de revenus de l’Église orthodoxe roumaine.
Pendant les deux siècles qui suivent, la région fait partie du voïvodat de Moldavie, bientôt vassal de l’Empire ottoman. Elle est fréquemment victime des incursions des Tatars, des Cosaques, des Polonais, des Russes en 1769, et des Autrichiens en 1774.

### La période autrichienne

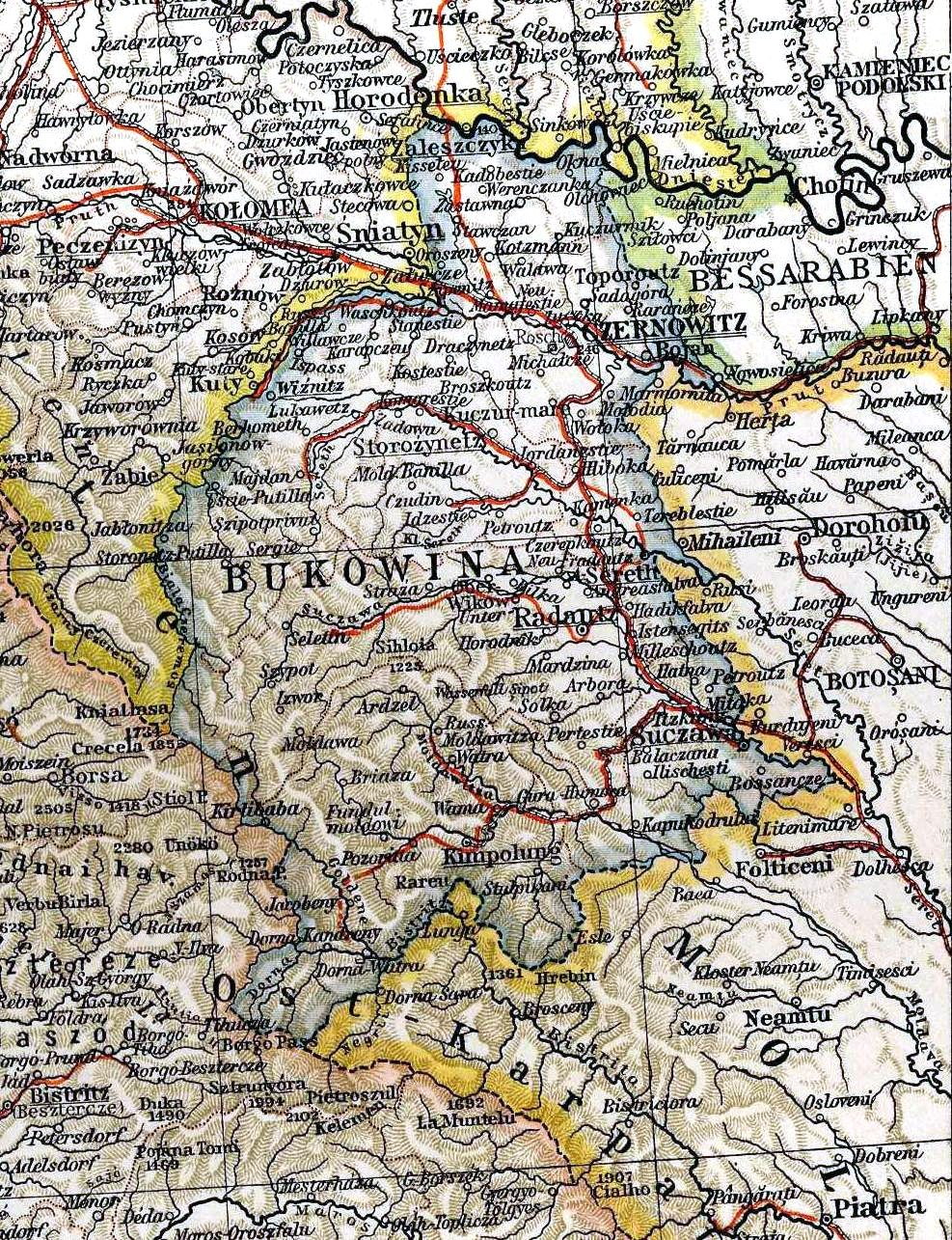
La Bucovine des Habsbourg (liséré bleu) en 1901 : les noms sont en forme allemande.

La monarchie des Habsbourg cherchait depuis 1772 (annexion de la Galicie) à s'assurer une liaison terrestre entre celle-ci et la Transylvanie. Après la paix de Koutchouk-Kaïnardji mettant fin à la guerre russo-turque de 1768-1774, un traité austro-ottoman du 4 mai 1775 permet aux Autrichiens d’occuper la partie nord de la Moldavie, dès lors appelée Bucovine. Pour justifier son annexion de ce territoire, la monarchie des Habsbourg invoque le statut de terra nullius : puisque la principauté de Moldavie était « schismatique » et tributaire de l'Empire ottoman musulman, ce n'était donc pas un État souverain européen pouvant participer aux négociations entre nations. La nouvelle frontière austro-moldave marque sur le terrain une suite de « dents de scie » orientées tantôt est-ouest, tantôt nord-sud : aucune contrainte topographique ne l’explique, mais les archives en dévoilent la raison : à chaque « bakchich » autrichien, la commission ottomane chargée de tracer cette frontière s’enfonçait plus loin vers l’est en territoire moldave, mais à chaque protestation du hospodar Grigore III Ghica elle revenait vers le sud-ouest, de crainte que la colère du sultan ottoman Abdülhamid Ier, dont la Moldavie était tributaire, ne s’abatte sur elle. L’arbitraire absolutiste aboutit à la mort du hospodar moldave, décapité pour avoir protesté,.

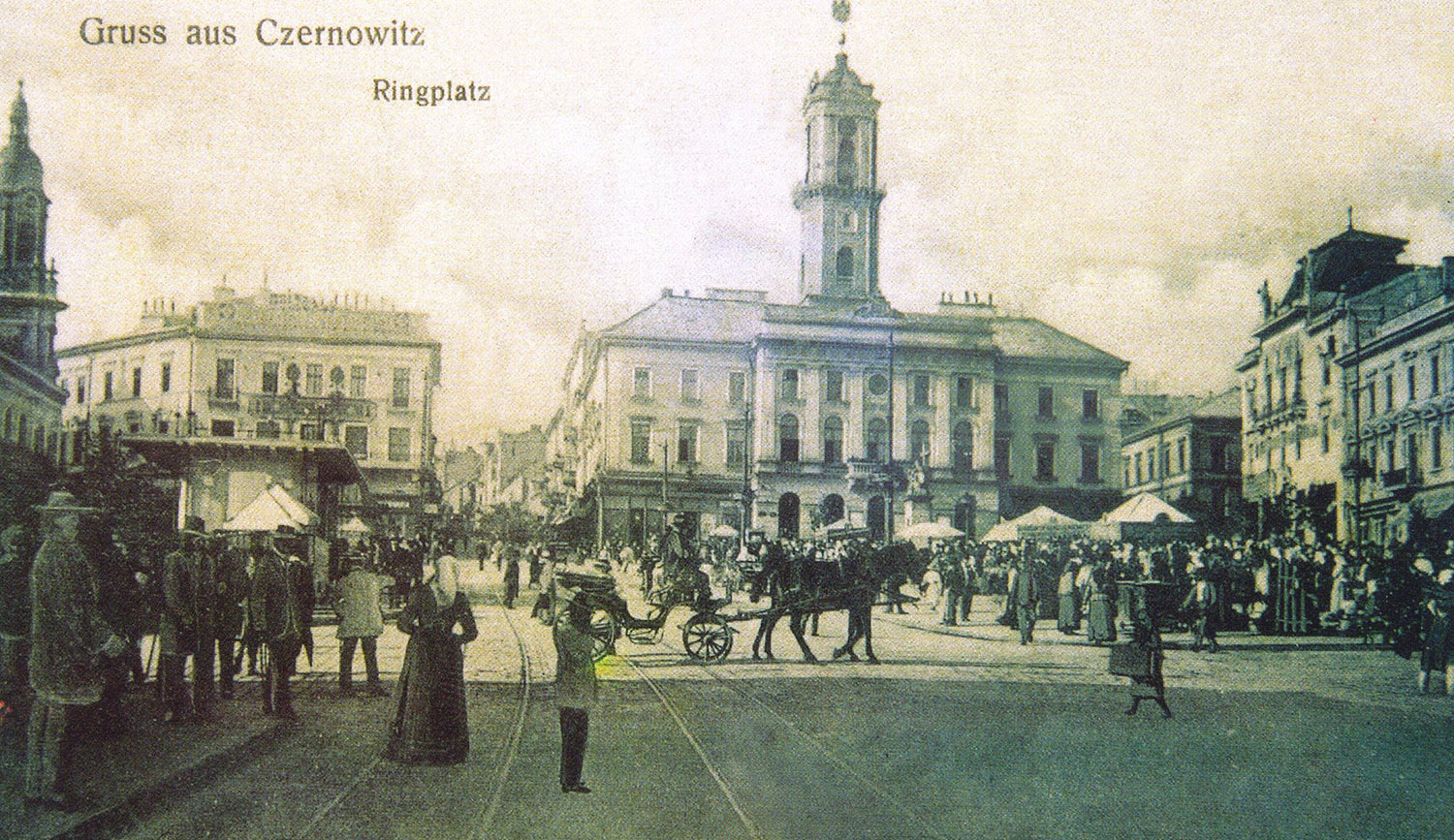
Tchernivtsi (Czernowitz en allemand, Cernăuți en roumain) autour de 1900.

Le recensement autrichien de 1776 dénombre près de 70 000 habitants, dont 85,33 % de roumains moldaves, 10,66 % de slaves ruthènes ou polonais, et 4 % d’autres minorités. L’énergique empereur autrichien Joseph II décide en 1781 de mieux contrôler ce nouveau territoire : il commence par transférer le siège de l’archevêché orthodoxe moldave (alors sous l’obédience du patriarcat œcuménique de Constantinople) de Rădăuți (graphie allemande : Radautz) à Cernăuți (Czernowitz, aujourd’hui Tchernivtsi), puis interdit formellement aux Moldaves d’utiliser leur langue dans l’administration, et installe en Bucovine des paysans ruthènes et polonais galiciens, des russes vieux-croyants et des Juifs fuyant les persécutions des tsars russes, des Allemands principalement wurtembergeois, des Houtsoules de Ruthénie et des Magyars ou Sicules transylvains,.
Entre les populations autochtones soumises au servage, et les colons plus favorisés, les frictions restent d’abord modérées, les différentes cultures se développent côte à côte et la renaissance culturelle roumaine va de pair avec le développement de la culture ukrainienne (dite alors ruthène) qui, en Bucovine, est plus florissante que partout ailleurs dans l’actuelle Ukraine, grâce au réseau d’établissements scolaires ruthènes, développé dans les campagnes sous l’égide de l’Église grecque-catholique ukrainienne, que les Habsbourg favorisent au détriment des orthodoxes. Les Allemands catholiques et les Juifs sont les principaux vecteurs et bénéficiaires de l’essor économique du pays ; la culture juive se développe : au XIXe siècle, les bourgs de Sadagura et de Vyjnytsia deviennent des centres du hassidisme avec des dynasties hassidiques locales. Néanmoins, la Bucovine, éloignée des centres économiques d’Europe centrale, reste, au sein de l’Autriche-Hongrie, très « provinciale ».

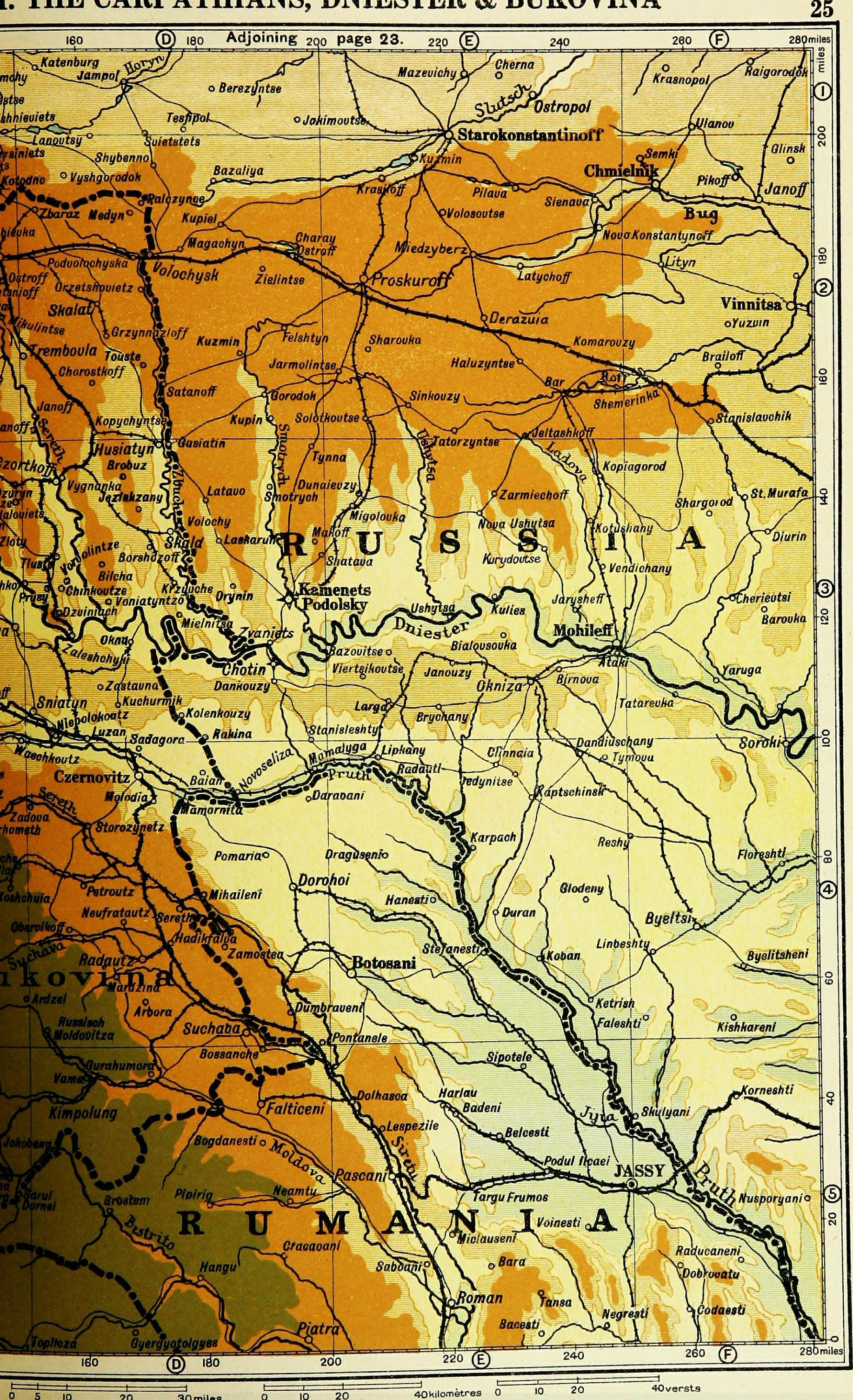
La triple frontière de l'Autriche-Hongrie, de l'Empire russe et du royaume de Roumanie en 1914, The Times history of the war, 1914.

Elle reste sous administration autrichienne jusqu’en 1918 mais change quatre fois de régime. Confin militaire à ses débuts (1776-1787), elle est ensuite intégrée en tant que « Kreis de Czernowitz » au royaume de Galicie et de Lodomérie (1787-1849) puis devient un duché de l’empire d'Autriche (1849-1861), et pour finir, par la Patente de février 1861, elle est constituée en « Pays de la couronne » (Kronland) avec un gouvernement régional désormais présidé par des aristocrates moldaves, ruthènes ou polonais et une assemblée parlementaire (Landtag) siégeant à Czernowitz (Tchernivtsi, Cernăuți), qui devient une « petite Vienne de Bucovine ». Le compromis austro-hongrois de 1867 reconnaît la Bucovine comme l’un des royaumes et pays représentés à la Diète d'Empire (« Cisleithanie »). Elle dispose de neuf députés dans la chambre basse du Reichsrat à Vienne.
La compagnie du Chemin de fer Lemberg-Czernowitz-Jassy, fondée en 1864, relie la Bucovine à la Galicie puis à Vienne et à l’Empire allemand vers l’Ouest, ainsi qu’au royaume de Roumanie et à la mer Noire vers le Sud. Les échanges se développent. À la fin du XIXe siècle, sur insistance de la hiérarchie orthodoxe, le roumain est autorisé à nouveau mais les Moldaves restent marginalisés et n’ont que difficilement accès à l’université François-Joseph de Czernowitz, fondée en 1875, qui devient un bastion de la culture germanique autrichienne.

### La période roumaine
Pendant la Première Guerre mondiale, se déroulent plusieurs batailles entre les armées austro-hongroise, allemande et russe, et l’armée russe finit par se débander en 1917, pendant la révolution russe. Depuis 1878, les Moldaves de Bucovine (deux tiers de la population bucovinienne) évoquaient leur rattachement à la Roumanie désormais indépendante, arguant qu’ils étaient les indigènes de cette province qui, en tant que noyau originel de la Moldavie, comprend beaucoup d’œuvres d’art et de monuments historiques moldaves. C’est pourquoi, lors de la dislocation de l’Autriche-Hongrie en 1918, l’assemblée de Bucovine, où les Moldaves sont majoritaires, vote son rattachement à la Roumanie, nonobstant les objections et revendications d’une partie des germanophones et des Ukrainiens (un cinquième de la population bucovinienne) qui proclament leur adhésion à la République populaire d'Ukraine occidentale).
Pendant les guerres antibolchéviques soviéto-polonaise de 1919-1921 et hungaro-roumaine de 1919, les autorités polonaises et roumaines, soutenues respectivement par les missions françaises Faury et Berthelot, craignent que le Russie soviétique et la Hongrie bolchévique ne fassent leur jonction à travers la Bucovine, la Pocoutie et la Ruthénie : la 8e division roumaine des généraux Jacob Zadik et Nicolae Petală, et la 4e division polonaise du général Franciszek Kraliczek-Krajowski prennent donc position dans la région, tout en déclarant qu'elles « n’intervenaient pas contre l’armée ni le peuple ukrainien ni ses représentants dont les propriétés, la sécurité, les institutions et leur fonctionnement seraient respectées ».
Au Traité de Saint-Germain-en-Laye de 1919, la Bucovine est reconnue comme roumaine, ce que les Ukrainiens locaux acceptent faute de mieux, car cela leur évite la guerre civile russe, la terreur rouge, les réquisitions, la collectivisation et les famines qui sévissent en Ukraine soviétique. Dans l’entre-deux guerres, l’ambiance multiculturelle et tolérante de cette « Douce Bucovine » est mise à mal par la crise économique des années 1930 qui réveille la rancœur des Roumains les plus pauvres, jadis marginalisés sous le régime autrichien, et dont certains adhèrent aux idées nationalistes de la « Garde de fer », fondée par Kornelius Zielinski, un jeune noble polonais de Bucovine devenu nationaliste roumain et ayant changé son nom en Corneliu Zelea Codreanu.

### La Bucovine partagée
Au début de la Seconde Guerre mondiale, le 28 juin 1940, la Bucovine est partagée en deux par le pacte Hitler-Staline : l’Armée rouge, le NKVD au Nord, la Wehrmacht et l’armée roumaine d’Antonescu, devenue fasciste au Sud, mettent définitivement fin à la « Douce Bucovine ». Au sud, l’antisémitisme est attisé par les partisans de Codreanu, appelés « légionnaires ». Au nord l’anti-roumanisme de certains membres d’autres communautés est exploité par les agents du NKVD stalinien : dénonciations et déportations se succèdent. Au nord, devenu soviétique, les Allemands, bien que tous nés sur place, sont « rapatriés » de force vers le Troisième Reich, placés dans des trains et des bus qui ne seront jamais rendus ; les Roumains, pour leur part, sont envoyés vers l’Asie centrale et la Sibérie et parfois massacrés ; puis, à partir de 1941, les Juifs de toute la Bucovine sont déportés par l’armée roumaine vers la Transnistrie sous l’accusation d’avoir soutenu l’invasion soviétique ; les Ukrainiens qui ont évité de contrarier les différents maîtres du territoire sont relativement épargnés, sauf les prêtres gréco-catholiques que le NKVD extermine ou déporte comme « laquais du féodalisme » et « pourvoyeurs de l'opium du peuple ».

#### La Bucovine soviétique: la Bucovine du Nord
En Bucovine du nord, centrée sur la capitale Cernăuți et occupée par l’Armée rouge, des paysans roumains et des Lipovènes russes sont massacrés à Fântâna Albă et l’ensemble des Roumains cultivés qui n’avaient pas pu fuir (instituteurs, popes, professions libérales, fonctionnaires) est déporté vers le Kazakhstan et la Sibérie. Les Allemands de Bucovine sont transportés de force vers le Reich en quelques jours et installés en Posnanie, dans le Wartheland (anciennement polonais), où on leur attribue les fermes prises aux Polonais massacrés, et des immeubles dont on a chassé les Juifs. En 1944, ces Allemands bucoviniens se trouvent en première ligne devant l’avance de l’Armée rouge et subissent les conséquences d’une décision qu’ils n’avaient pas prise.
La Bucovine du nord change de mains deux fois pendant la Seconde Guerre mondiale, en particulier en juin 1941 quand le général Petre Dumitrescu la reprend pour le compte de la Roumanie d’Antonescu avec la troisième armée roumaine, et en mars 1944, quand l’Armée rouge reprend le territoire pour l’Union soviétique. La population subit de lourdes violences mais la ville de Cernăuți-Tchernivtsi, bien que quasi-vidée de ses habitants, est épargnée par les bombardements et en sort presque intacte.
Sous le régime Antonescu, la majeure partie de la communauté juive de Bucovine est anéantie par les déportations vers l’Ukraine, au-delà des fleuves Dniestr et Boug, dans la Podolie annexée par le régime Antonescu et rebaptisée Transnistrie, où les Juifs de Bucovine meurent en masse de froid, de la dysenterie et du typhus, avec les Juifs de Bessarabie et des Roms. Le « Schindler local », Traian Popovici, maire de Cernăuți, un « juste » totalement oublié hors d’Israël, réussit à sauver 20 000 Juifs, la moitié de la communauté de sa ville. Ces personnes deviennent soviétiques en 1944, et leurs descendants vivent aujourd’hui dans la diaspora. Pour mener à bien ses sauvetages, Traian Popovici a dû se justifier auprès d’Antonescu en usant d’arguments économiques  : ses lettres sont à présent utilisées dans des buts polémiques pour contester sa qualité de « juste » — dans le même ordre d’idées, Oskar Schindler, membre du parti nazi, a lui aussi usé d’arguments économiques.

#### Après la guerre

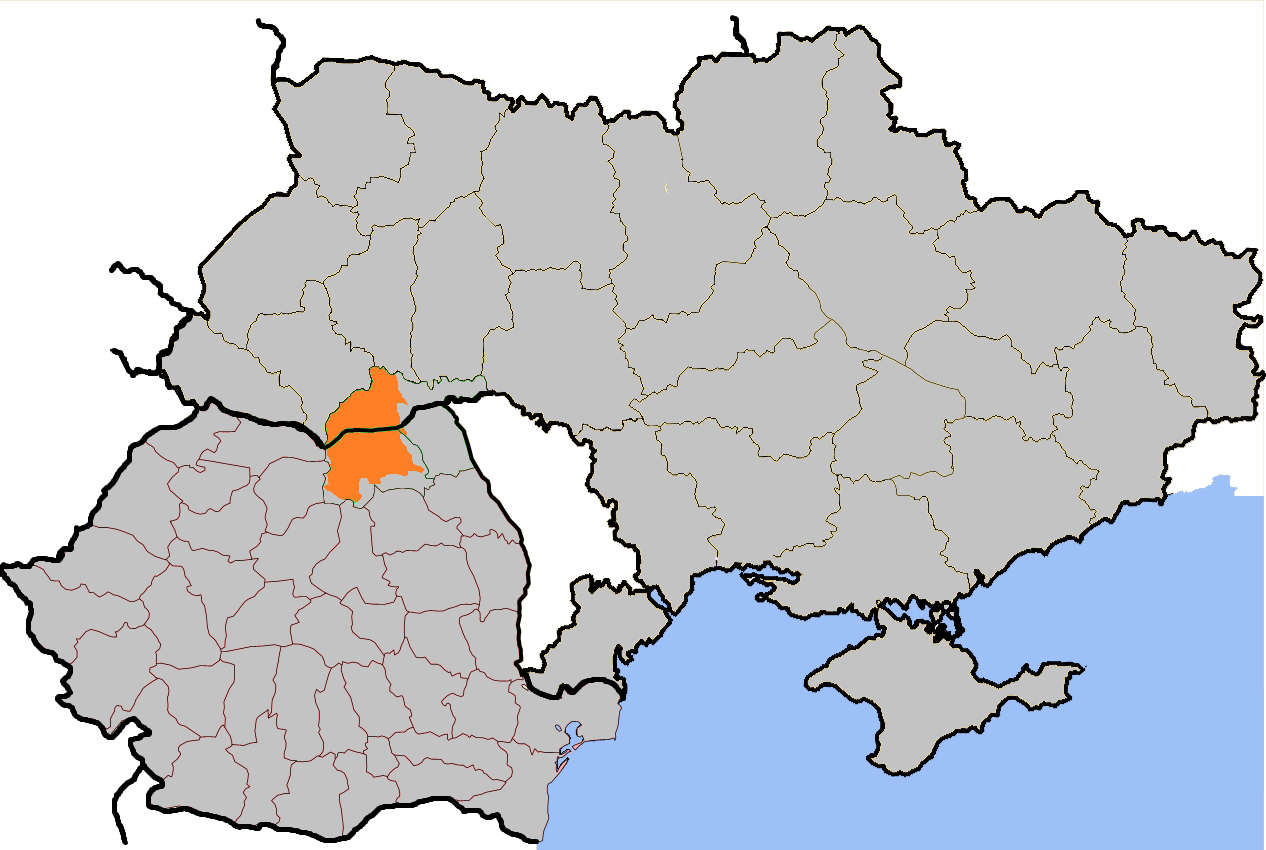
La Bucovine (orange) en Ukraine et Roumanie.

À l’issue de la guerre, le partage de la Bucovine entre l’URSS et la Roumanie est reconnu par le traité de paix de Paris en 1947, bien que la Bucovine n’eût pas été revendiquée par Staline avant 1940, car elle n’avait pas, comme la Bessarabie, fait partie de l’Empire russe. La Bucovine du nord, devenue l’oblast de Tchernivtsi, fait partie de la République socialiste soviétique d'Ukraine, tandis que le sud de la province, formant le département (Județ) de Suceava en 1968, fait partie de la Roumanie communiste : cette division de la région est restée en place jusqu’à nos jours, entre les États modernes d’Ukraine et de Roumanie. Selon la correspondance entre le ministre Krouglov et Staline, citée par Nikolai Bugai, environ 60 000 Roumains ont été déportés hors de Bucovine de juillet 1940 à juin 1941 et 253 000 Roumains entre 1944 et 1955. La lutte de maquisards roumains contre les Soviétiques dura toutefois jusqu'en 1958. Les survivants ont été divisés arbitrairement en deux communautés par l’administration soviétique : ceux vivant à l’est de Tchernivtsi ont été classés « Moldaves » (et il leur était impossible de quitter l’URSS), les autres ont été classés « Roumains » et avaient le droit de demander à émigrer en Roumanie. Après la dislocation de l'URSS, un monument a été érigé à la mémoire des victimes.

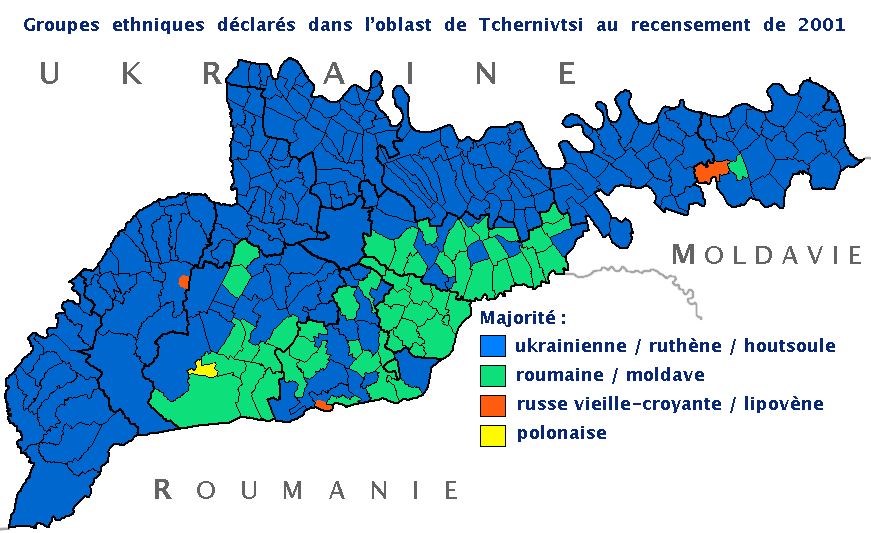
Groupes ethniques de l'oblast de Tchernivtsi en 2001 : ukrainophones en bleu, roumanophones en vert, polonais en jaune et lipovènes en rouge.

Depuis l’occupation de la Bucovine du nord, la politique soviétique d’épuration ethnique vise, comme dans d’autres régions récemment annexées (Bessarabie, ouest de l’Ukraine, Pays baltes), à déporter les autochtones et à les remplacer par des colons russes et ukrainiens, ces derniers venus de l'Est ukrainien et souvent russophones. Les populations roumanophones sont de plus en plus minoritaires. Selon le recensement officiel de 2001, leur nombre étant aujourd’hui de seulement 173 000 personnes sur 908 500 habitants.
Une minorité roumaine compacte habite encore le sud de l'oblast de Tchernivtsi : dans quatre raions, elle représente une proportion significative selon le recensement de 2001 :
- Hertsa (Herța) : 95 %
- Novosselytsia (Sulița Nouă) : 61 %
- Hlyboka (Adâncata) : 50 %
- Storojynets (Strășineț) : 30 %

## Personnalités remarquables
La Bucovine a donné de nombreux personnages aux cultures de la Roumanie, de l’Autriche et de l’Ukraine, mais à l'international, ce sont deux écrivains et poètes de langue allemande, Paul Celan (1920-1970) et Gregor von Rezzori (Răzoare, 1914-1998) qui sont les plus connus. Ce dernier, citoyen autrichien presque toute sa vie, exprimait le point de vue des Habsbourg sur sa Bucovine natale, selon lequel c’était « une ancienne province turque » et « une terre de personne » (terra nullius), tandis que les siècles et les héritages de son passé moldave sont passés sous silence. D’autres ouvrages décrivent la période austro-hongroise comme un temps idyllique, ignorant la dure condition des autochtones moldaves à l’époque, qui, de ce fait, y apparaissent comme des brutes inexplicablement xénophobes.
L’écrivain israélien Aharon Appelfeld (1932-2018), né dans un village proche de Czernowitz en 1932, décrit l’important apport culturel des Juifs de Bucovine, où ils furent vecteurs d’échanges d’idées et d’introduction d’innovations technologiques. La poétesse Rose Ausländer (1901-1988), le musicien tchécoslovaque Dol Dauber (1894-1950), le médecin et écrivain roumain Robert Flinker (1906-1945), l’écrivain et poète Alfred Gong (1920-1981), le poète Alfred Kittner (1906-1991), le médecin pionnier de l’anesthésie-réanimation en France Ernest Kern (1908-1969), le poète Itzik Manger (1901-1969) ou le réalisateur américain Otto Preminger (1906-1986) sont issus de cette communauté qui eut aussi son « Anne Frank » ou « Éva Heyman » : la jeune martyre Selma Meerbaum-Eisinger (1924-42).
En outre, la Bucovine donna à la culture roumaine l’écrivain et historien Zamfir Ralli-Arbore (1848-1933) et l’actrice Maria Forescu (1875-1943), à l’Allemagne et l’Angleterre le metteur en scène Friedrich Zelnik (1895-1950) et à la politique ukrainienne le premier ministre Arseni Iatseniouk (né en 1974).

## Localités

### Bucovine du Nord (ukrainien / roumain)
- Berehomet (Berhomet pe Siret)
- Tchernivtsi (Cernăuți)
- Hlyboka (Adâncata)
- Kitsman (Coțmani)
- Krasnoïlsk (Crasna-Ilschei)
- Bila Krynytsya (Fântâna Albă)
- Lopuchna (Lăpușna)
- Lukawzi (Lucavăț pe Siret)
- Loujany (Lujani)
- Nepolokivtsi (Nipolcăuți)
- Poutyla (Putila)
- Sadagóra (Sadagura)
- Stanestya (Stănești)
- Storojynets (Strășineț, Storojineț)
- Dolischnij Chepit (Șipotele Siretului)
- Vachkivtsi (Vășcăuți)
- Vyjnytsia (Vijnița)
- Zastavna (Zastavna)

### Bucovine du Sud (roumain / polonais-allemand)
- Câmpulung Moldovenesc (Kimpolung)
- Gura Humorului (Hómor)
- Rădăuți (Radowitz)
- Siret (Sereth)
- Solca (Solka)
- Suceava (Suczawa)
- Vatra Dornei (Dornawatra)